# Maximino de Aix
Maximino de Aix (em francês:  Maximin d'Aix) foi, segundo a tradição católica, o primeiro bispo de Aix durante o início do século I.

## História

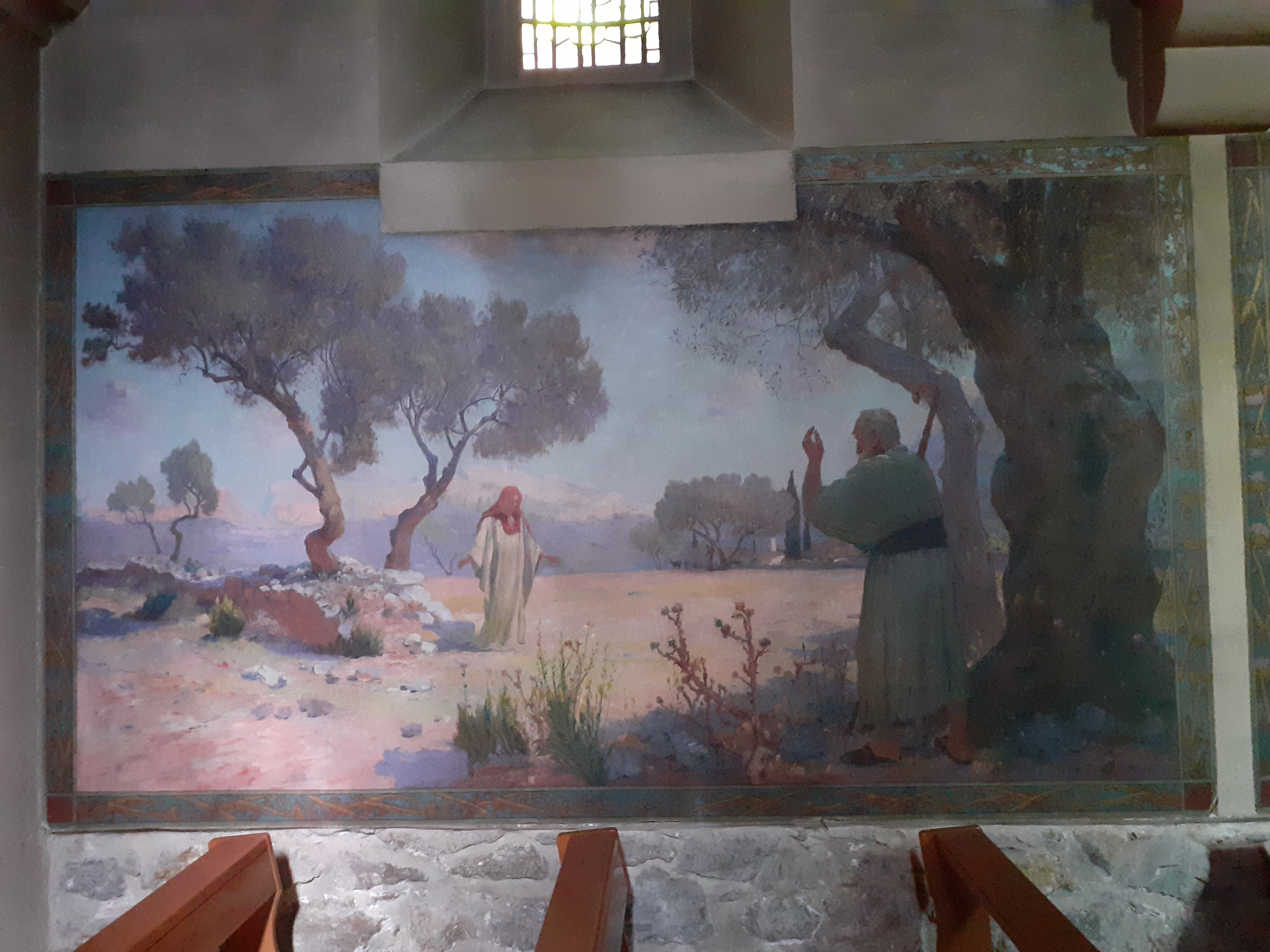
Maria Madalena reencontrando Maximino, pintura em óleo sobre tela de uma capela de Sainte-Baume

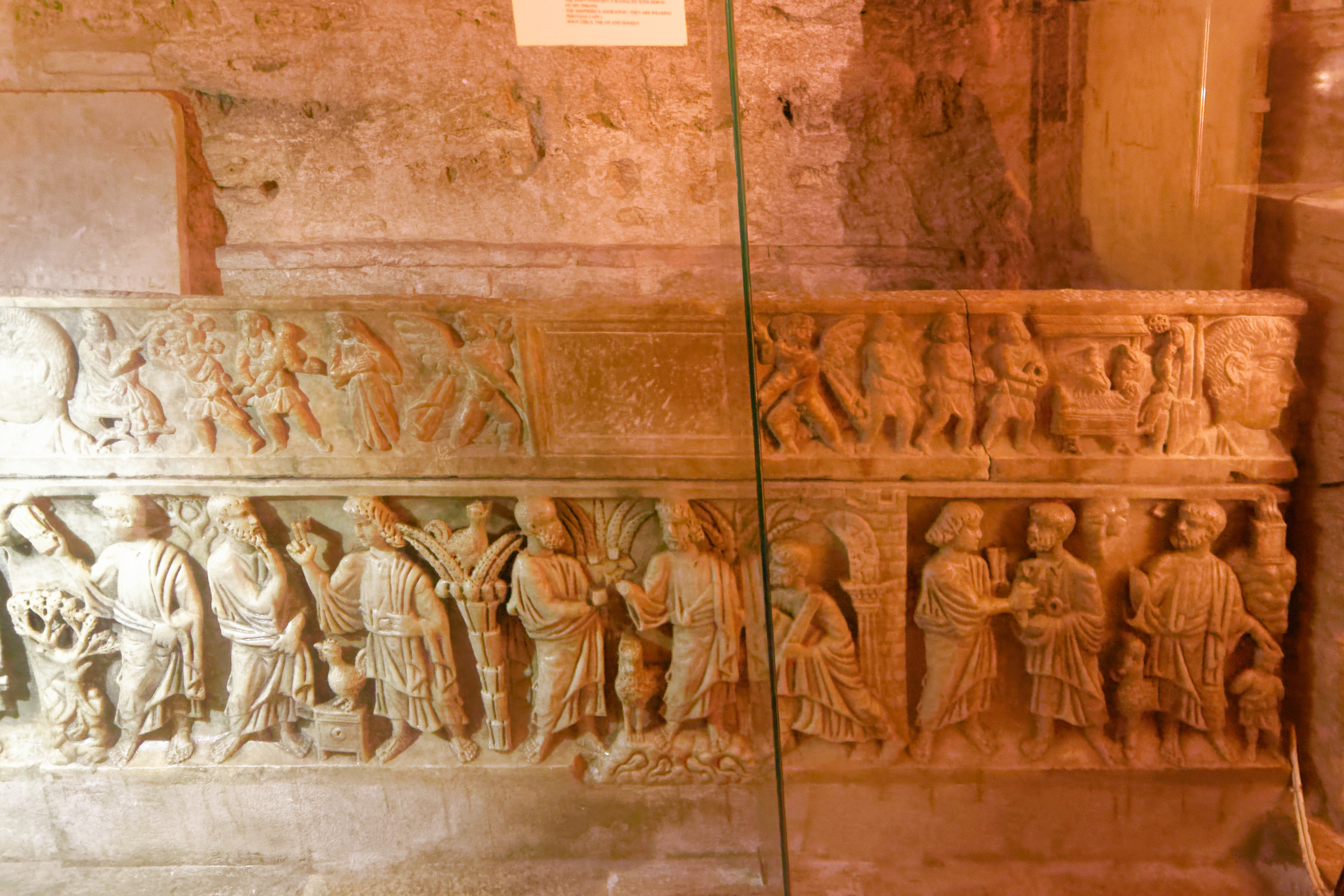
Túmulo de São Maximino na Basílica de Santa Maria Madalena

Segundo sua hagiografia, ele era um auxiliar dos irmãos Lázaro, Marta e Maria de Betânia. Também é visto como um dos setenta e dois discípulos de Jesus.
Durante a perseguição aos cristãos no território de Israel, Maximino foi lançado ao mar na companhia dos três irmãos e outros discípulos de Jesus. Chegou em território francês provavelmente no ano 45, onde iniciou seus esforços pela evangelização dos habitantes de Aix-en-Provence junto com Maria Madalena.
Posteriormente, Maria Madalena, que o havia acompanhado em seu ministério, o deixou para continuar seu apostolado de forma particular, tendo ela se retirado para a solidão de uma caverna, que mais tarde se tornaria um local de peregrinação em Sainte-Baume. No dia em que soube que iria morrer, ela desceu à planície para que Maximino pudesse lhe dar a comunhão e providenciar seu enterro.
Ele também é apontado como o fundador da primeira igreja cristã de Aix, erigida onde hoje seria a atual Catedral de Aix, lugar onde teria depositado algumas relíquias do Santo Sepulcro. Além dos irmãos de Betânia, seu apostolado também recebeu a ajuda de outros discípulos, como Susana, mulher curada por Jesus de espíritos malignos, Marcela, companheira de Marta, Sara, José de Arimateia e Salomé.
Entre os séculos III e IV, as relíquias de Maximino foram transladados para o interior da Basílica de Santa Maria Madalena em Saint-Maximin-la-Sainte-Baume, que abriga o túmulo de Maria Madalena. Junto dele, Marcela, Susana e Sidônio, seu predecessor.
Maximino é celebrado em 8 de junho pela Igreja Católica.